# Sint Bavo (Noordwijkerhout)

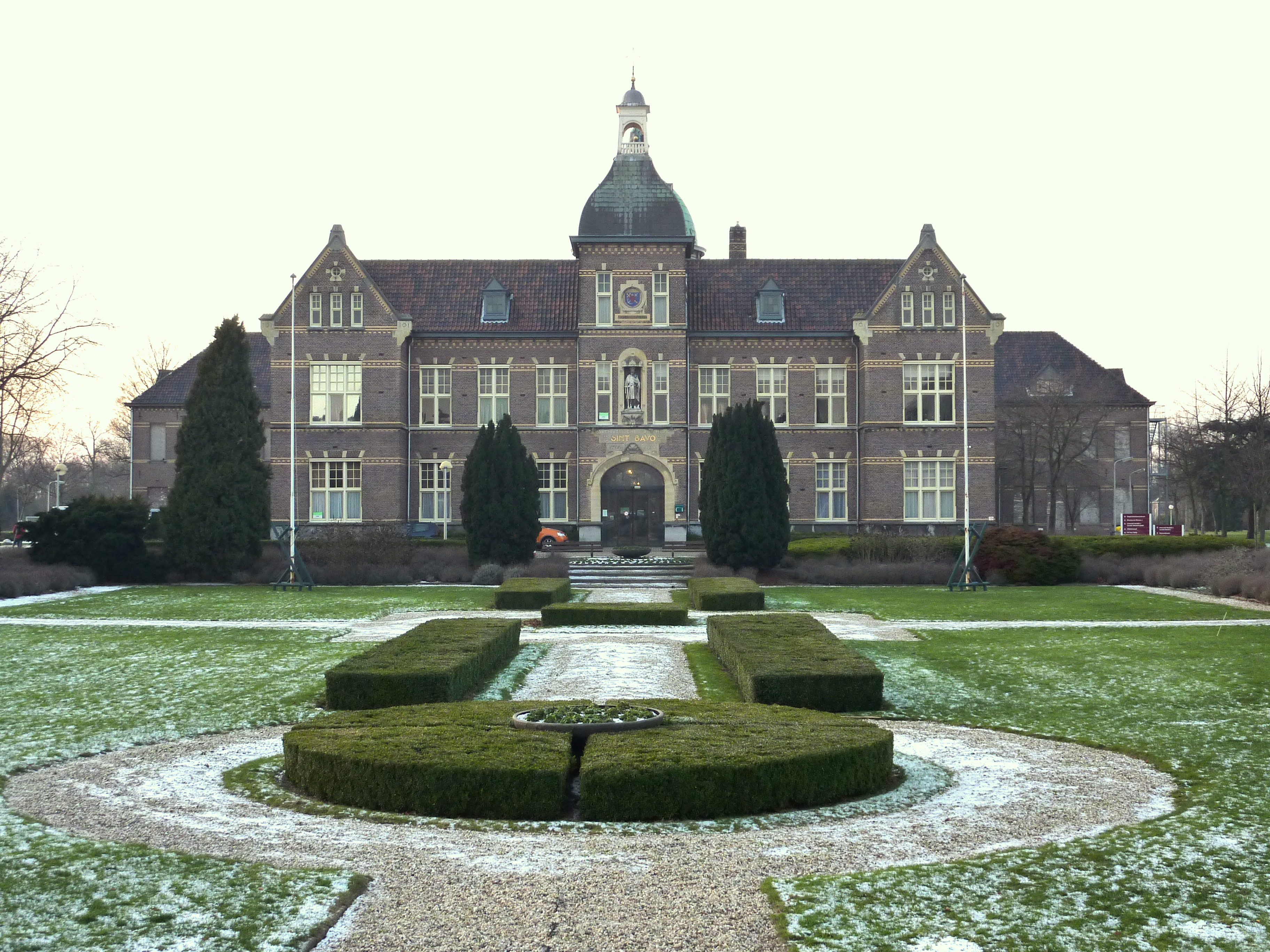
Vooraanzicht hoofdgebouw

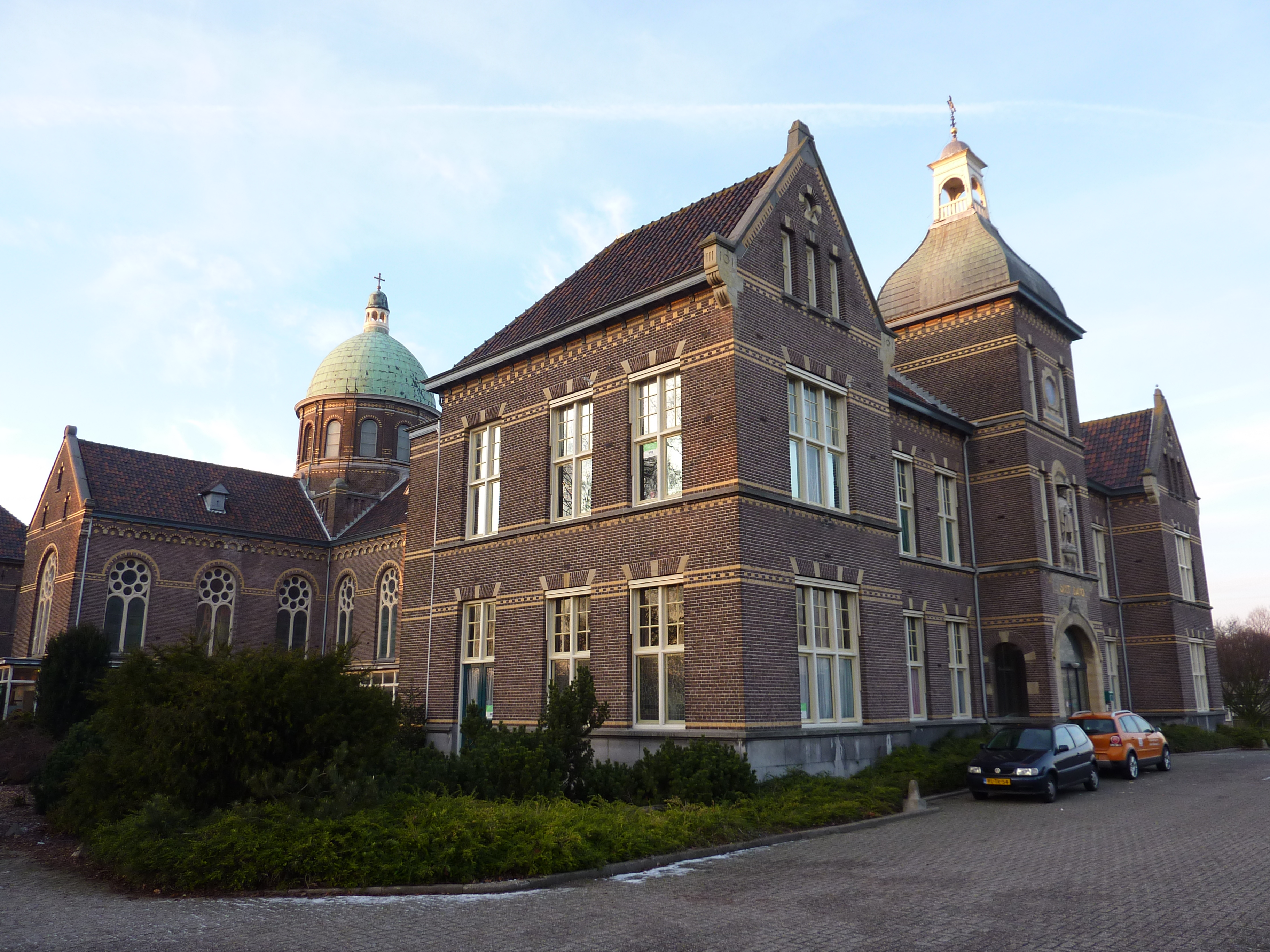
Hoofdgebouw met kapel

Sint Bavo was een rooms-katholieke psychiatrische instelling in de Nederlandse plaats Noordwijkerhout, die is gesticht door de congregatie van de Broeders van Liefde. Het complex is ontworpen door de architecten Peter Bekkers en zijn zoon Jos Bekkers uit Haarlem. Het hoofdgebouw en het op en naast het terrein gelegen rectorshuis, de dokterswoning en een dubbel woonhuis hebben de status van rijksmonument.

## Paviljoen-systeem
De inrichting was opgezet volgens het paviljoen-systeem: een symmetrische opzet van acht paviljoens en enkele dienstgebouwen, gegroepeerd rond het klooster en de kapel. Aan de achterkant van het hoofdgebouw bevindt zich een kruisvormige kapel. Aan de voorkant boven het portiek bevindt zich een beeld van de heilige Bavo. Recht boven in het beeld is een gevelsteen met tegeltableau, waarop het wapen van de Broeders van Liefde is afgebeeld. Hieronder bevindt zich op een ander tegeltableau hun adagium Deus Caritas Est (Nederlands: God is Liefde).

## Geschiedenis
Nadat op 18 juni 1913 de grond was aangekocht ging de bouw van start. De geplande oplevering van december 1914 werd niet gehaald, maar de nieuwe kapel werd in 1915 opgeleverd, en op 23 mei 1915 ingezegend. In 1922 brachten Gerardus Schreurs en W. Deumens schilderingen aan in de koepel en op de muren van de kapel. In 1939 werd het gebouw, vanwege haar 25-jarige bestaan, voorzien van een steen in de frontgevel boven de ingang met de gouden inscriptie "Psychiatrische inrichting St Bavo 1914–1939".
Een deel van de paviljoens was in gebruik bij patiënten die hun hele leven verzorging nodig hebben; twee gebouwen waren ingericht als therapeutische gemeenschappen Jozef en Spiegelberg voor de behandeling van semi-ambulante cliënten. Een opnamekliniek verzorgde jarenlang de opvang van patiënten met een acute psychose uit vooral Rotterdam.

## Buiten gebruik
Sint Bavo is sinds 2005 niet meer in gebruik. De paviljoens rondom zijn afgebroken, de Engelse Tuin met de betonnen waterval en de cascade is ten prooi aan verval. Het hoofdgebouw met de kapel is weliswaar tot rijksmonument verheven, maar staat vanwege de leegstand anno 2015 onder zware druk van (groepen) inbrekers. Het lood van de glas-in-loodramen wordt gestript en alle pijpen van het orgel zijn gestolen. Het complex is in 2018 gekocht door de Ontwikkelcombinatie Novaform-Trebbe, die al eerder het terrein rondom het gebouw had aangekocht. 
In 2020 is gestart met de ontwikkeling en bouw van het Landgoed in den Houte. Er worden circa 700 woningen gebouwd op het terrein van Sint Bavo. Tevens wordt het hoofdgebouw hersteld.